# 火神式轰炸机
阿弗罗火神式轰炸机（Avro Vulcan，1963年7月开始使用的官方名称：霍克西德利火神式），是英国皇家空军在1956年至1984年间使用的喷气式三角翼战略轰炸机。这款轰炸机是A·V·罗公司因应英國空軍部要求（B.35/46号设计书）而设计的，在三款V字轟炸機中最为前卫。阿弗罗制造了数架等比测试机阿弗罗707，以进行测试，并且根据数据完善设计。
火神式B.1在1956年首次交付皇家空军使用；而经过改进的火神式B.2也在1960年开始服役。B.2的引擎动力更强，机翼面积更大，具有更佳的电子系统和电子对抗设备。很多设备都是为了使用蓝钢导弹而进行修改。火神式和另外两款V字轰炸机一样，是英国冷战时期的空中核威慑力量。虽然火神式一般携有核武器，但是在特殊情况下，也可以执行常规轰炸任务。1982年火神式就参与了福克兰群岛战争的黑公鹿行動。

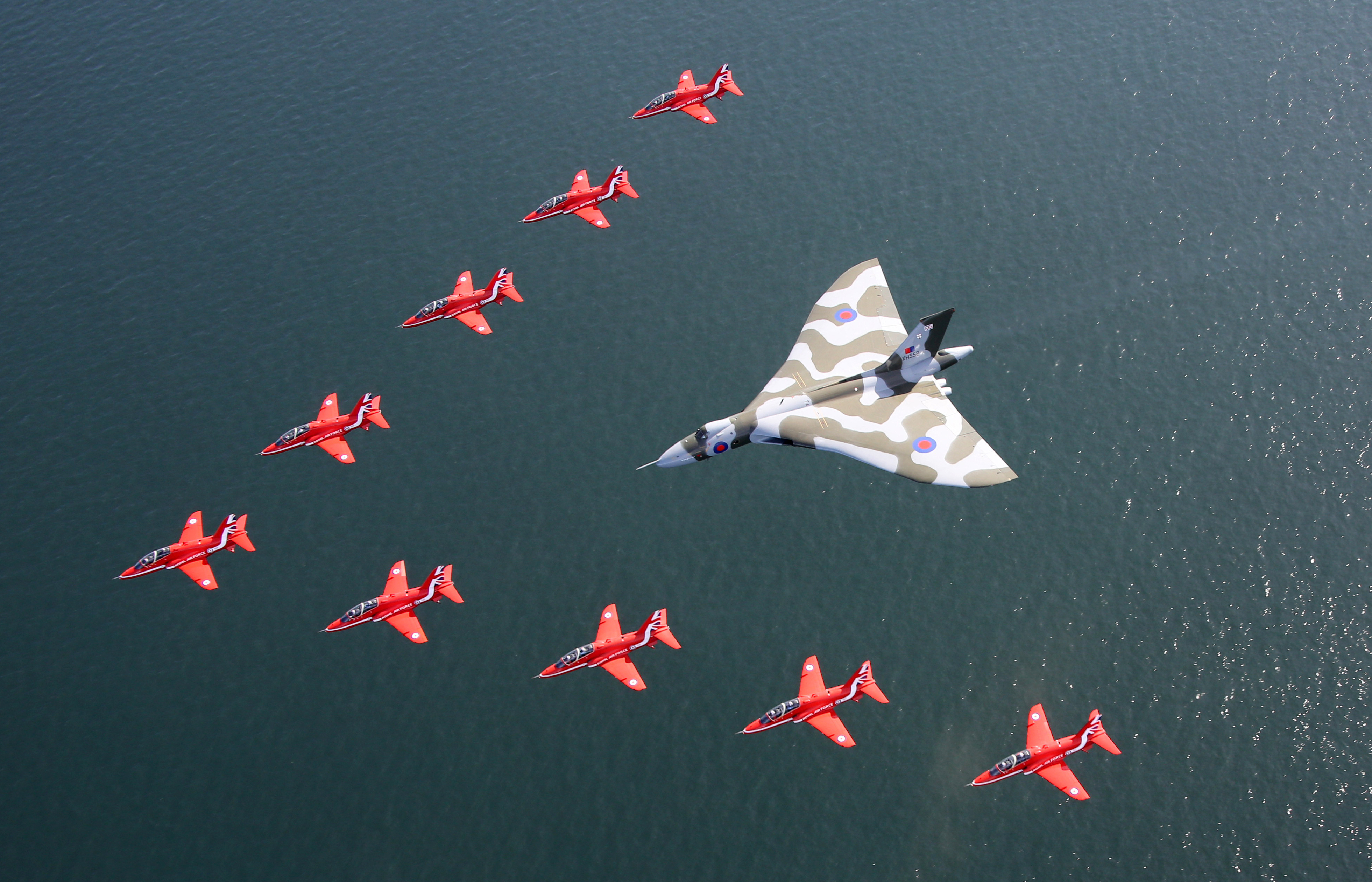
火神式與紅箭表演隊
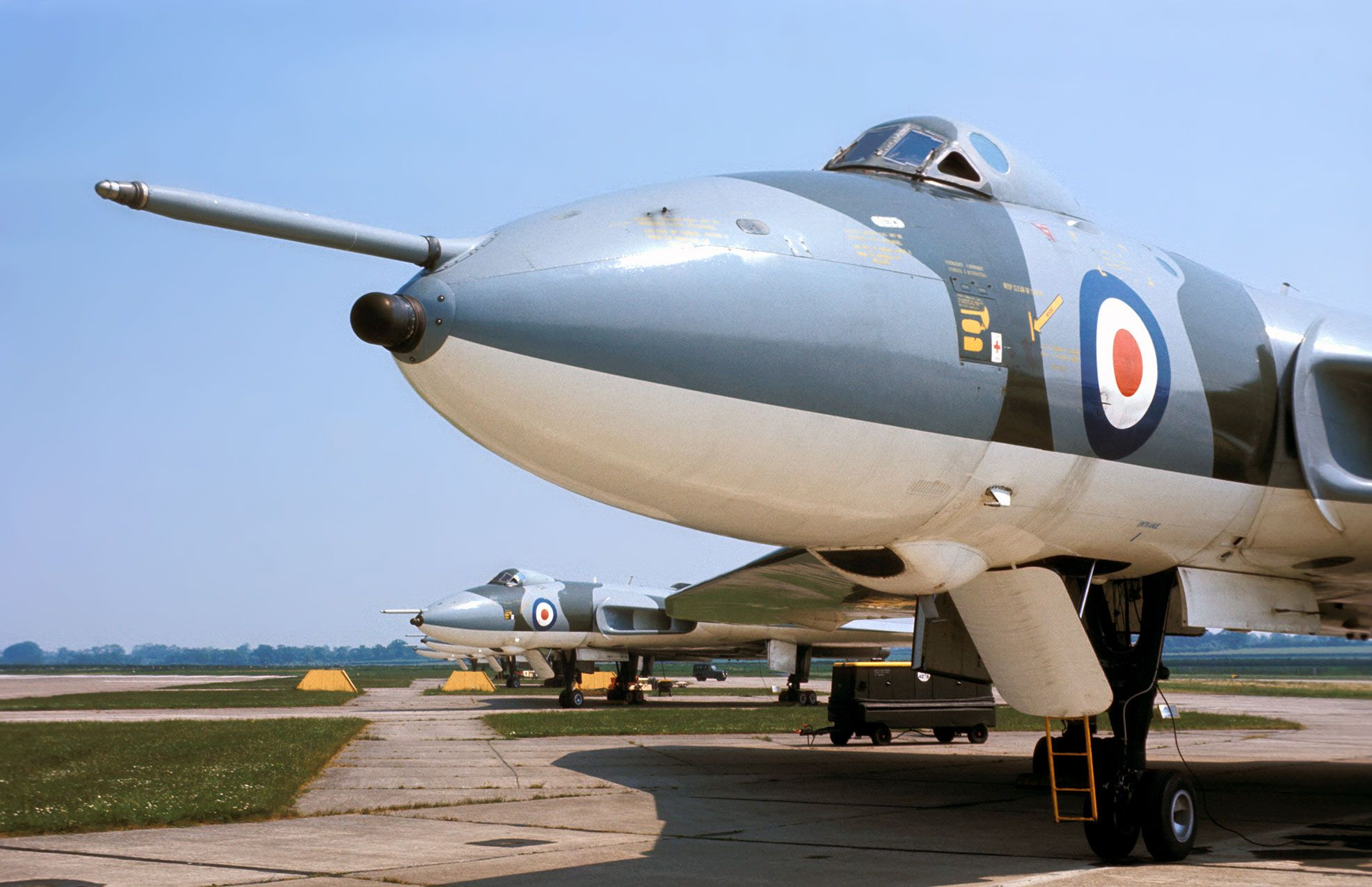
機首
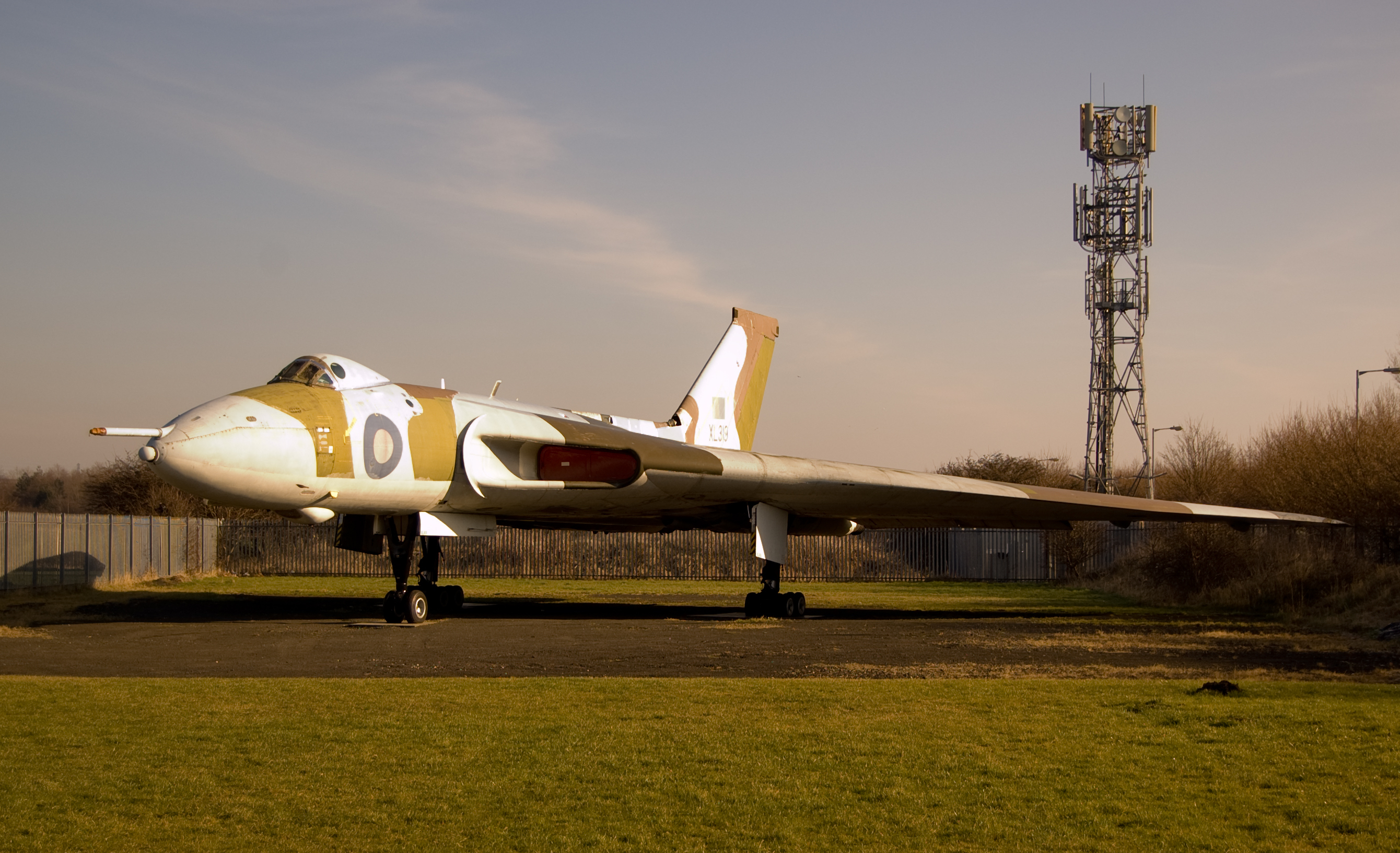
封存的火神式

## 衍生型
B.1
初期量產型，共建造45架。
B.1A
將B.1升級至為B.2標準。
B.2
B.1的進階版，加強發動機，更換更大更薄的主翼，共建造89架。
B.2 (MRR)
有9架B.2被改裝為海上雷達偵察機。
K.2
有6架B.2改裝為空中加油機。
B.3
可攜帶6枚GAM-87空射彈道飛彈的版本，僅有計畫。

## 流行文化
- 007系列：霹靂彈（本型機於本電影有出場）。